# Psoa viennensis
Psoa viennensis là một loài bọ cánh cứng trong họ Bostrichidae. Loài này được Herbst miêu tả khoa học năm 1797.